# Atletica leggera ai Giochi della XXIV Olimpiade - 400 metri ostacoli maschili

Video della Finale

I 400 metri ostacoli hanno fatto parte del programma maschile di atletica leggera ai Giochi della XXIV Olimpiade. La competizione si è svolta nei giorni 23-25 settembre 1988 allo Stadio olimpico di Seul.

## Presenze ed assenze dei campioni in carica
| Competizione        | Atleta          | Prestazione | Seul 1988 |
| ------------------- | --------------- | ----------- | --------- |
| Olimpiadi 1984      | Edwin Moses     | 47”75       | Presente  |
| Goodwill Games 1986 | Edwin Moses     | 47”94       | Presente  |
| Europei 1986        | Harald Schmid   | 48”65       | Presente  |
| Asiatici 1986       | Ahmed Hamada    | 49”31       | Presente  |
| Panamericani 1987   | Winthrop Graham | 48”49       | Presente  |
| Africani 1987       | Amadou Dia Bâ   | 48”03       | Presente  |
| Mondiali 1987       | Edwin Moses     | 47”46       | Presente  |

1. ↑  È anche primatista mondiale con 47"02, record stabilito nel 1983.

## La gara
Edwin Moses può conquistare un primato di longevità se riesce a conseguire il suo terzo oro a 12 anni di distanza dal primo. L'impresa è alla sua portata: l'americano ha perso una sola volta negli ultimi dieci anni.

Moses vince la prima semifinale con un eccellente 47"89. La seconda è appannaggio del connazionale André Phillips con 48"19.
André Phillips ha capito che Moses parte sempre su ritmi altissimi: è la sua tattica per mettere sotto pressione gli avversari. Phillips decide di usare la stessa tattica contro il campione in finale.

L'assegnazione delle corsie lo aiuta: Moses è in terza, Phillips è in sesta e parte davanti a lui. Allo sparo dello starter Phillips parte su ritmi impossibili ed aggredisce i primi tre ostacoli come una furia. Tra la sesta e la settima barriera avviene il ritorno di Moses, ma Phillips non si scompone e continua con il suo ritmo anche in curva. All'ingresso del rettilineo finale le posizioni sono ormai cristallizzate. Negli ultimi metri il senegalese Dia Bâ sopravanza Moses ed arriva ad un passo dal soffiare l'oro a Phillips, che vince di pochi centimetri con il nuovo record olimpico.

## Risultati

### Turni eliminatori
| 5 Batterie   | 23 settembre | 38 partenti   | Si qualificano i primi 3 + il miglior tempo. |
| 2 Semifinali | 24 settembre | 8 + 8         | Si qualificano i primi 4.                    |
| Finale       | 25 settembre | 8 concorrenti |                                              |

### Finale
Stadio Olimpico, domenica 25 settembre.
| Pos | Paese       | Atleta         | Tempo |
| --- | ----------- | -------------- | ----- |
|     | Stati Uniti | André Phillips | 47”19 |
|     | Senegal     | Amadou Dia Bâ  | 47”23 |
|     | Stati Uniti | Edwin Moses    | 47”56 |